# Ecce Ancilla Domini!
Ecce Ancilla Domini!, ook wel getiteld The Annunciation is een schilderij van de prerafaëlitische Engelse kunstschilder Dante Gabriel Rossetti, gedateerd op maart 1850, olieverf op linnen, 72,4 × 41,9 centimeter groot. Letterlijk betekent de titel: "zie de dienstmaagd des heren". Het is een afbeelding van het moment van de annunciatie, waarop Maria de boodschap van de aartsengel Gabriël krijgt, dat ze geboorte zal geven aan de zoon van God. De nadruk ligt op de weergave van een beangstigde Maria-figuur die een vorm van indringing suggereert. Het schilderij bevindt zich thans in de collectie van Tate Britain te Londen.

## Context
In september 1848 richtte Dante Gabriel Rossetti met zijn kunstenaarsvrienden William Holman Hunt, John Everett Millais in het ouderlijk huis van Millais, te Londen het genootschap de 'Pre-Raphaelite Brotherhood' op, een informeel gezelschap dat zich verzette tegen de behoudende Royal Academy of Arts. Binnen de Academy werden de werken van Rafaël en Michelangelo gepresenteerd als het hoogtepunt in de Westerse kunstgeschiedenis, maar Rossetti en zijn vrienden vonden hun werken mechanisch en complex. Zelf streefden ze naar een simpele, pure, spirituele en direct invoelbare kunst, nauwgezet naar de natuur. Belangrijkste was echter dat ze zich niet lieten leiden door zelf opgelegde regels en zochten naar nieuwe interpretaties, in stijl zowel als thematiek.

## Ontstaan en historie
Rossetti's eerste grote olieverfschilderij was Maria's meisjesjaren, waaraan hij begon direct na de oprichting van de Brotherhood en dat hij voltooide in het voorjaar van 1849. In het najaar begon hij vervolgens aan een tweede werk: Ecce Ancilla Domini!. Aan zijn broer William schreef hij, nog voor hij ermee aanving: "het schilderij zal bijna helemaal wit worden". Hij wilde er een sterke mate van puurheid mee uitdrukken, wat hem naar zijn gevoel in Maria's meisjesjaren onvoldoende was gelukt. Eenmaal begonnen vorderde het werk echter slecht. Zijn zus Christina en zijn broer William stonden model voor de figuren, maar gaandeweg gebruikte hij ook andere modellen. Voortdurend maakte hij studies, aanpassingen en stelde hij de compositie bij. Uiteindelijk dateerde hij het werk op maart 1850, maar ook later zou hij nog wijzigingen aanbrengen. Na expositie in april 1850 in de Old Portland Gallery in Regent Street, kreeg het werk vanuit Anglicaanse hoek de kritiek dat het te "paaps" zou zijn. Vanuit de academie werd het gehekeld vanwege technische en compositorische gebreken, onder andere in de uitwerking van het perspectief en de soms wat onhandige, "primitieve" weergave van de lichamen.

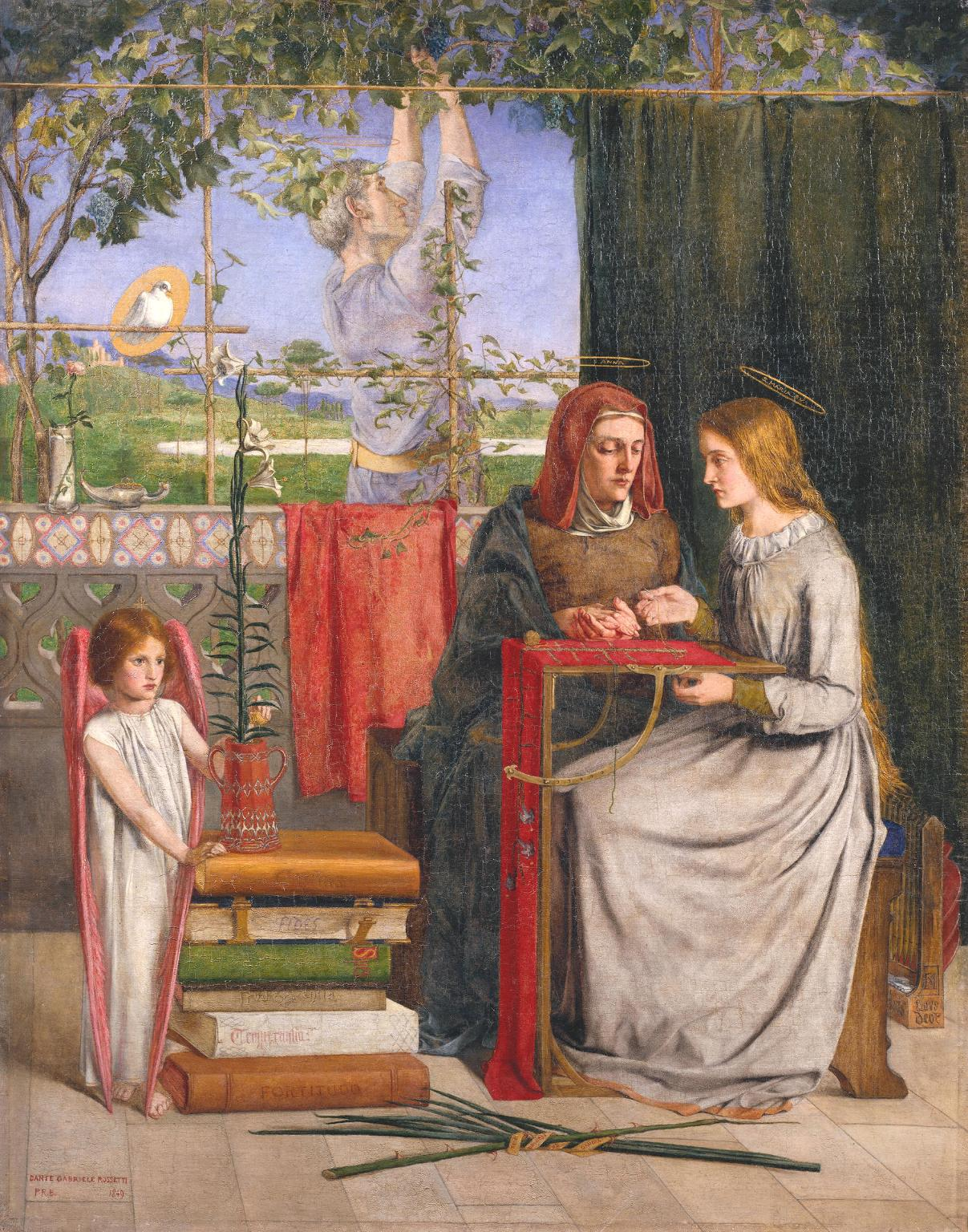
Maria's meisjesjaren, 1849

Ecce Ancilla Domini! was volgens zijn broer William aanvankelijk door Rossetti bedoeld als deel van een tweeluik, waarbij het andere schilderij de dood van Maria moest uitbeelden. Dat tweede werk is er echter nooit gekomen. In 1853 werd Ecce Ancilla Domini! voor vijftig pond van de kunstenaar gekocht door mecenas Francis McCracken. In 1886 werd het verworven door Tate Gallery, waar het nog steeds te zien is.

## Thema en interpretatie
Ecce Ancilla Domini! beeldt de annunciatie uit, waarop de maagd Maria te horen krijgt dat ze zwanger is van de zoon van God. De titel van het werk refereert aan het evangelie van Lukas (1:38), waar in het Latijn geschreven staat: "Zie de dienstmaagd des heren".
Net als Maria's meisjesjaren zit Ecce Ancilla Domini! vol van traditionele symboliek. De lelie staat voor zuivere maagdelijkheid, de duif voor de Heilige Geest en de conceptie. Boven de maagd brand een lamp als symbool van vroomheid, rechts staat een borduurstandaard met het rode doek waarop ze reeds op Maria's meisjesjaren een lelie aan het borduren was.
Tegelijkertijd vermijdt Rossetti echter de conventionele, sentimentele iconografie van de knielende engel die Maria de boodschap verkondigt. Zijn engel heeft ook geen vleugels, maar zweeft boven de vloer met vlammen aan zijn voeten, zonder enige Bijbelse basis. In zijn hand houdt hij een lelie met drie bloemen, waarvan één nog in de knop, die wijst naar Maria's schoot als teken voor de maagdelijke geboorte. Maria zelf lijkt nog niet goed wakker en ziet er, niettegenstaande het aureool, opvallend menselijk uit, zelfs enigszins onverzorgd. Ze lijkt nog nauwelijks te beseffen wat er gaande is.

#### Angst en indringing
|                                        |  |  |
| Voorbereidende studies van Maria, 1849 |  |  |

Los van de traditionele interpretatie wordt het thema van Ecce Ancilla Domini! tegenwoordig ook in een andere context geplaatst, waarbij indringing, seksuele dominantie van de man en een vorm van onvrijwilligheid centraal staan. Daarbij wordt dan de nadruk gelegd op de door Rossetti in diverse studies nauwgezet voorbereide angstige blik van Maria, haar ineengedoken houding en haar ootmoedige positionering op haar bed, in een ruimte waaruit ze niet kan ontsnappen. Ook het fallische rode borduurwerk krijgt vanuit die invalshoek een andere connotatie. De associatie met een vorm van verkrachting (of een droom daarvan, waaruit het jonge meisje mogelijk net is ontwaakt), dient zich nadrukkelijk aan, geheel tegengesteld aan de Christelijke interpretatie dat met de annunciatie een tijd van vreugde aanbreekt voor Maria. Ze heeft geen keuze, kan niet weigeren. Tegelijkertijd lijkt ze het gebeuren, door het eigenhandig borduren van de duif, de lelies en de dorens op het rode borduursel zelf, over zich af te hebben geroepen.

## Stijl en compositie
Ecce Ancilla Domini! is strenger gestileerd dan Maria's meisjesjaren, met minder details, een eenvoudigere compositie. Thematisch staat de dramatische verhouding tussen beide figuren centraal, hoe die ook gezien wordt. In verticaal opzicht is het werk verdeeld in twee delen, met de engel in en hemelse zone en Maria in de aardse. Min of meer daaraan tegengesteld kan de verdeling ook gezien worden als een scheiding tussen de onschuld van het jonge meisje tegenover de experiëntie van de man. Het kleurschema wordt gedomineerd door wittinten. Daarnaast gebruikt Rossetti louter primaire kleuren voor de details en stoffering, met een vaak meerduidige symbolische betekenis: blauw voor de maagdelijkheid, geel (goud) voor de heiligheid, in de nimbussen en de vlammen, rood voor het lijden van Christus. Het rood kan daarbij in het kader van bovenstaande interpretaties echter ook geassocieerd worden met agressie en ontmaagding. In combinatie met de zuivere, archaïsche uitwerking van het vrome thema, geaccentueerd door de fresco-achtige witte uitstraling, krijgt het werk met deze dubbele bodems hoe dan ook een bijzondere en intrigerende spanning.